# Dartitis
Le dartitis est une inflammation qui peut affecter les joueurs de fléchettes, et porte gravement atteinte à leur performance et à leurs résultats. On peut le comparer au yips, un mouvement inconscient qui affecte parfois les joueurs de golf lors de leurs puts. 
Le plus célèbre cas de dartitis remonte à 1986, lorsque, cinq fois champion du monde, Eric Bristow a révélé qu'il avait des problèmes avec son lancer de fléchettes. Bristow a réussi à récupérer partiellement ses moyens, et même à retrouver sa place de numéro un au classement mondial.

## Joueurs atteints
- Eric Bristow
- Mervyn King[2]
- Mark Holden[3]
- Steve Alker[4]
- Albertino Essers
- Mark Walsh
- Mark Webster
- Nathan Aspinall
- Berry Van Peer